# سهره زرد سرسیاه
سهره زرد سرسیاه (نام علمی: Spinus notatus) که به نام جانی بی نیز شناخته می‌شود. گونه‌ای سهره از خانواده سهرگان راستین است که در مکزیک، بلیز، السالوادور، گواتمالا، هندوراس و نیکاراگوئه یافت می‌شود. زیستگاه‌های طبیعی آن جنگل‌های کوهستانی نمناک نیمه‌گرمسیری یا گرمسیری و جنگل‌های پیشین به شدت دگرگون‌شده است.

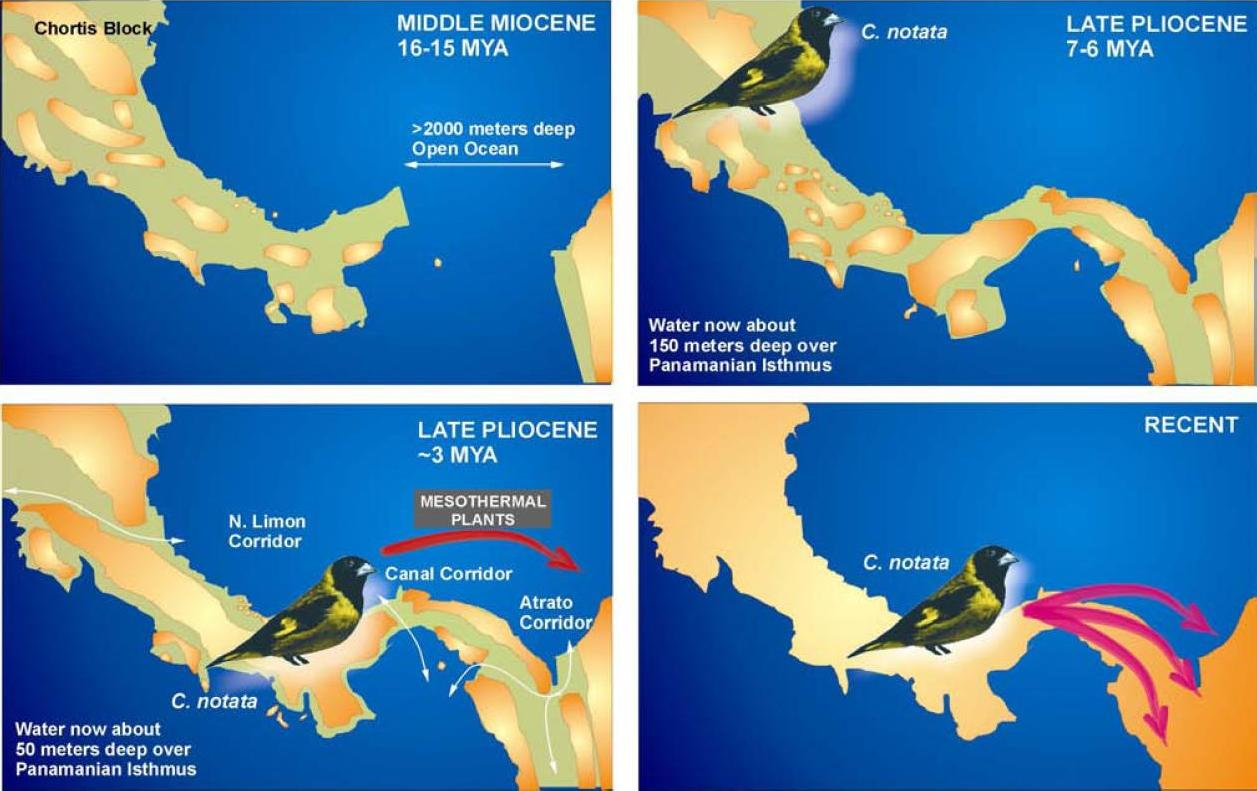
Spinus notatus در حال گذر از تنگه پاناما هنگامی که بسته بود